# Temporada 1956-57 de los Philadelphia Warriors
La temporada 1956-57 fue la undécima de los Philadelphia Warriors en la NBA. La temporada regular acabó con 37 victorias y 35 derrotas, acabando en el tercer lugar de la División Este y clasificándose para los playoffs, en los que cayeron derrotados en las semifinales de división ante los Syracuse Nationals.

## Elecciones en elDraft
| Ronda | Puesto | Jugador      | Posición | Nacionalidad   | Universidad |
| ----- | ------ | ------------ | -------- | -------------- | ----------- |
| 1     | 7      | Hal Lear     | Base     | Estados Unidos | Temple      |
| 2     | 15     | Phil Rollins | Base     | Estados Unidos | Louisville  |

## Temporada regular
| División Este           | División Este | División Este | División Este | División Este | División Este | División Este | División Este | División Este |
| Equipo                  | G             | P             | %             | PD            | Casa          | Fuera         | Neutral       | Div           |
| ----------------------- | ------------- | ------------- | ------------- | ------------- | ------------- | ------------- | ------------- | ------------- |
| x-Boston Celtics        | 44            | 28            | .611          | -             | 24-4          | 11-18         | 9-6           | 20-16         |
| x-Syracuse Nationals    | 38            | 34            | .528          | 6             | 23-9          | 9-15          | 6-10          | 20-16         |
| x-Philadelphia Warriors | 37            | 35            | .514          | 7             | 20-5          | 5–25          | 12-5          | 17-19         |
| New York Knicks         | 36            | 36            | .500          | 8             | 18-10         | 9-19          | 9-7           | 15-21         |

## Playoffs

### Semifinales de División
Syracuse Nationals vs. Philadelphia Warriors
| Fecha       | Partido                                          | Ciudad     |
| ----------- | ------------------------------------------------ | ---------- |
| 16 de marzo | Philadelphia Warriors 96, Syracuse Nationals 103 | Filadelfia |
| 18 de marzo | Syracuse Nationals 91, Philadelphia Warriors 80  | Syracuse   |
|             | Syracuse gana las series 2-0                     |            |

## Estadísticas
| Rk | Jugador        | Edad | P  | PT | MP   | TC  | TCI  | %TC  | 3P | 3PI | %3P | TL  | TLI | %TL  | RO | RD | RT  | AS  | RB | TAP | BP | FP  | PTS  |
| 1  | Paul Arizin    | 28   | 71 |    | 2767 | 613 | 1451 | .422 |    |     |     | 591 | 713 | .829 |    |    | 561 | 150 |    |     |    | 274 | 1817 |
| 2  | Neil Johnston  | 27   | 69 |    | 2531 | 520 | 1163 | .447 |    |     |     | 535 | 648 | .826 |    |    | 855 | 203 |    |     |    | 231 | 1575 |
| 3  | Joe Graboski   | 27   | 72 |    | 2501 | 390 | 1118 | .349 |    |     |     | 252 | 322 | .783 |    |    | 614 | 140 |    |     |    | 244 | 1032 |
| 4  | Jack George    | 28   | 67 |    | 2229 | 253 | 750  | .337 |    |     |     | 200 | 293 | .683 |    |    | 318 | 307 |    |     |    | 165 | 706  |
| 5  | Larry Costello | 25   | 72 |    | 2111 | 186 | 497  | .374 |    |     |     | 175 | 222 | .788 |    |    | 323 | 236 |    |     |    | 182 | 547  |
| 6  | Ernie Beck     | 25   | 72 |    | 1743 | 195 | 508  | .384 |    |     |     | 111 | 157 | .707 |    |    | 312 | 190 |    |     |    | 155 | 501  |
| 7  | Walt Davis     | 26   | 65 |    | 1250 | 178 | 437  | .407 |    |     |     | 74  | 106 | .698 |    |    | 306 | 52  |    |     |    | 235 | 430  |
| 8  | George Dempsey | 27   | 71 |    | 1147 | 134 | 302  | .444 |    |     |     | 55  | 102 | .539 |    |    | 251 | 136 |    |     |    | 107 | 323  |
| 9  | Lew Hitch      | 27   | 38 |    | 577  | 57  | 151  | .377 |    |     |     | 26  | 37  | .703 |    |    | 134 | 25  |    |     |    | 48  | 140  |
| 10 | Jackie Moore   | 24   | 57 |    | 400  | 43  | 106  | .406 |    |     |     | 37  | 46  | .804 |    |    | 116 | 21  |    |     |    | 75  | 123  |
| 11 | Bob Armstrong  | 23   | 19 |    | 110  | 11  | 37   | .297 |    |     |     | 6   | 12  | .500 |    |    | 39  | 3   |    |     |    | 13  | 28   |
| 12 | Hal Lear       | 22   | 3  |    | 14   | 2   | 6    | .333 |    |     |     | 0   | 0   |      |    |    | 1   | 1   |    |     |    | 3   | 4    |

## Galardones y récords
| Jugador       | Galardón                                              |
| Paul Arizin   | Mejor quinteto de la NBA Líder de anotación de la NBA |
| Neil Johnston | 2º Mejor quinteto de la NBA                           |